# NGC 2139
NGC 2139是在星座天兔座的一個棒旋星系。 它於1784年11月17日由德裔英國天文學家威廉·赫歇爾發現。這個星系距離約120.6 × 106光年（36.98百萬秒差距），並以1,836公里/秒的徑向速度遠離太陽。
這個星系的整體形狀是不規則的，但有螺旋臂和潮汐特徵，可是中心沒有重要的核球凸起，這表明最近可能發生了合併事件。以形態分類它是SAB(rs)cd，這表明它是棒旋星系（SAB），具有過渡的內環結構（rs）和鬆散纏繞的旋臂（cd）。它是一個恆星形成星系，形成率為3.8 M☉·yr−1。有一股羽狀物一直延伸到星系的南部。
一根發光的細絲穿過星系的中心，其中包括一個小的核心集團。此集團的年齡僅有4.1×107 年，估計質量為8.3×105 M☉。它偏離星系中心320秒差距的距離，停留在哪裡的時間尺度可能在大約1億年。該星團是X射線發射的來源。
在1995年9月，R.Evans及其同事發現了一顆II型超新星。它被命名為「SN 1995ad」，位於其中一個螺旋臂中，距離NGC 2139的核心西方25″，和 南方5″。退行速度與宿主星系的退行速度一致。